# Ehrenhausen an der Weinstraße
Ehrenhausen an der Weinstraße – gmina targowa w Austrii, w kraju związkowym Styria, w powiecie Leibnitz. Liczy 2579 mieszkańców (1 stycznia 2015).